# Necrosis acra

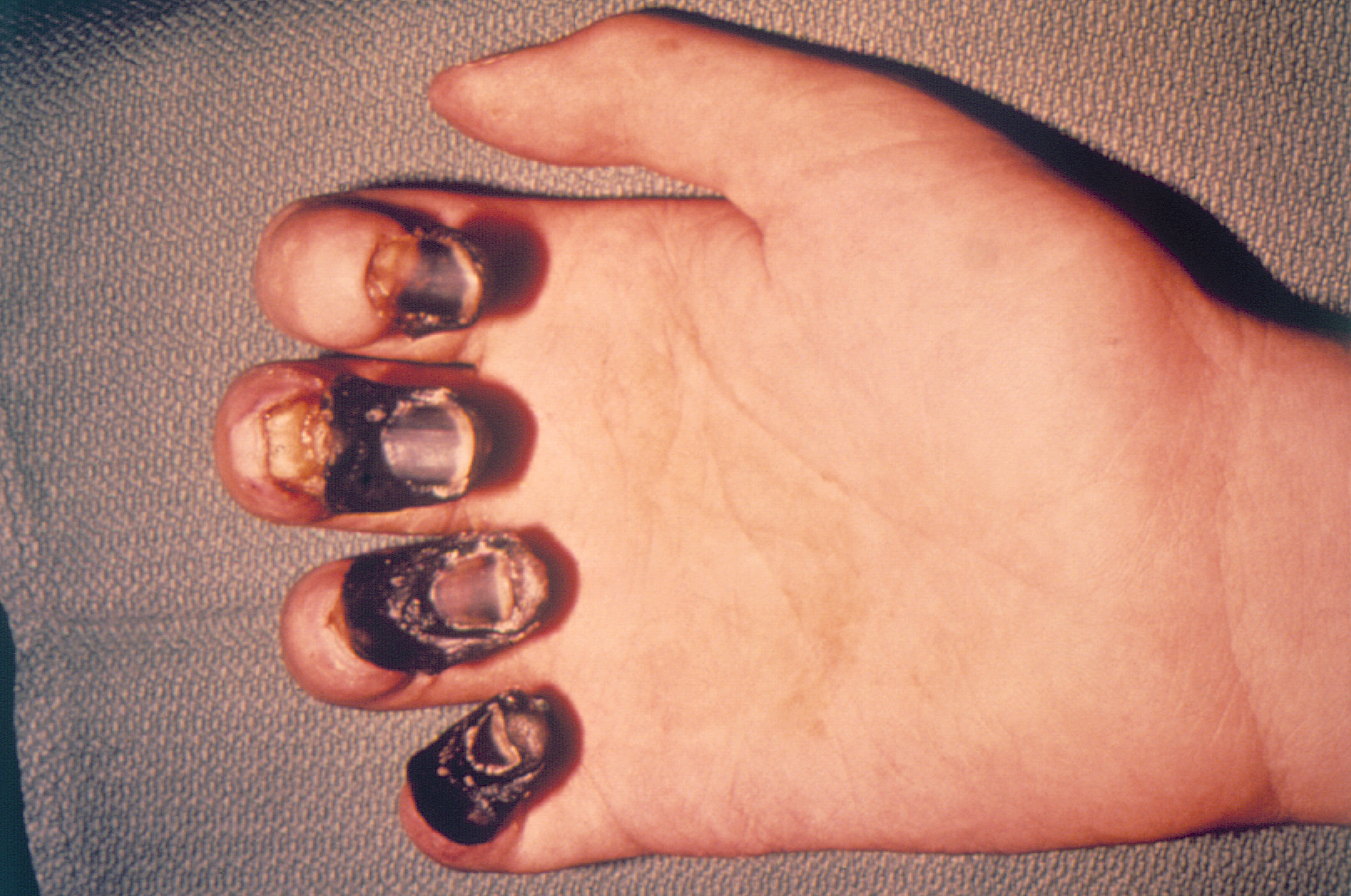
Una mano con acral gangrena debido a peste.

Necrosis Acra es un síntoma típicamente común en la peste bubónica. La decoloración negra llamativa de la piel y el tejido, ocurre principalmente en las extremidades ("acro"- lejano, superior, extremo). Se piensa comúnmente que la proliferación del término es en gran medida a la "Muerte Negra," razón por la que ambos están tan íntimamente relacionados (la enfermedad y la pandemia ocurrida en el siglo XIV.)
La coagulación y el sangrado debajo de la piel, causan un área hemorrágica, en gran medida por la presencia de eritrocitos extravasados al tejido subcutáneo y la piel. En aislamiento, esto se le conoce por el nombre de equimosis o moretón y puede ser el resultado de un golpe o una enfermedad. En cambio, en la Necrosis Acra esto ocurre cuándo el suministro de sangre está interrumpido para periodos prolongados, ennegreciendo (necrosando) y afectando el área del tejido circundante. Esto como el resultado del crecimiento exponencial de las ganglios linfáticos de las axilas, supraclaviculares, ingle y agujero poplíteo, lo que produce una compresión (estenosis) de los grandes vasos sanguíneos, disminuyendo la perfusión de los tejidos distales. Con el tratamiento médico apropiado y oportuno, áreas con necrosis acra pueden ser exitosamente recuperadas, con funcionamiento parcial o normal. Dado que las situaciones que originan la necrosis acra son normalmente mortales (Peste negra, exposición prolongada al frío, waldenström, etc), los casos no tratados a tiempo pueden producir amputaciones y posteriormente la muerte.
- Datos: Q4675039